# Latronche
Latronche település Franciaországban, Corrèze megyében. Lakosainak száma 114 fő (2022. január 1.). Latronche Chalvignac, Neuvic, Saint-Hilaire-Luc, Saint-Pantaléon-de-Lapleau és Soursac községekkel határos.

## Népesség
A település népességének változása:
| Lakosok száma | 187  | 140  | 123  | 137  | 157  | 142  | 134  | 132  | 126  | 114  |
|               | 1968 | 1982 | 1990 | 2006 | 2013 | 2015 | 2017 | 2019 | 2020 | 2022 |